# Северозападна коњичка полиција
Северозападна коњичка полиција (енгл. North-West Mounted Police, фр. Police montée du Nord-Ouest) (1873—1920), је била канадска полиција за северозападне територије у време њиховог насељавања у 19. веку. Ове јединице су претеће Краљевске канадске коњичке полиције.

## Историја
Северозападна коњичка полиција је основана 23. маја 1873. године, основао ју је Џон А. Макдоналд, „отац” Канадске конфедерације и премијер Канаде. Изабрано име је више описивало његову улогу него што је првобитно сугерисано име Норт Вест Моунтед Рајфла и мање је било вероватно да ће изазвати антагонизам Индијанаца и америчке владе. НВМП је требало да спроведе закон на северозападним територијама (које су тада обухватале Алберту, Саскачеван, већи део Манитобе и Нунавута), успостави пријатељске односе са првим нацијама (Индијанци) и отвори земље за колонизацију.
Стварање и распоређивање Северозападне коњичке полиције било је неопходно због тога што су амерички трговци вискијем упали на канадску територију, што је изазвало проблеме и довело до крвопролића и масакра у области планине Кипрес. На предлог једног од својих министара, Макдоналд је наредио да се војска обуче у црвено, веома британско, како би се разликовало од плаве америчке трупе. Северозападна коњичка полиција је била организована као британска коњичка јединица у пукове и држала се неких од њених традиција.
Након Првог светског рата, промена имена је била неопходна за „НВМП” јер је Западна Канада постала подручје фарми, а не територије Индијанаца. Ово је довело до спојања са са полицијом Доминиона, 1. фебруара 1920. и постала Краљевска канадска коњичка полиција. Његова нова улога је од тада била да обезбеди усаглашеност са канадским савезним законима широм земље: кријумчарење, дрога, антитероризам, итд. Ово је важило за све канадске провинције осим у Квебеку и Онтарију, такође је ангажована као полиција за спровођење закона у руралним и неурбаним подручјима.

### Кретање на Запад
Под командом пуковника Џорџа Артура Френча, прва трупа припадника Северозападне коњичке полиције је отишла из Форт Даферина у Манитоби 8. јула 1874. према садашњој Алберти. Јединица се астојала од 22 официра, 253 човека (подељених на официре полицајце и полицајце), 142 вучна вола, 93 грла стоке, 310 коња, 114 запрежних кола, 73 вагона, 2 велика топа од 9 фунти, 2 минобацача, комбајна и мобилне кухиње. Путовање је забележено у дневнику Хенрија Жилијена, уметника који су објавиле канадске илустроване вести да овековече догађај..
Поход овог контингента на запад био је веома важан за успостављање централне власти на овим удаљеним територијама у близини америчке границе (која се налазила на 49. паралели). Да није било успеха, пројекти колонизације би били одложени неколико година. Поред тога, отворио је јужне прерије за пролаз трансконтиненталног воза у изградњи канадским Пацификом који би иначе прошао северније кроз већ тада познате регионе дуж река северног Саскачевана, пролазећи кроз Прина Алберт, Бетлфорд и Едмонтон. Његов успех је омогућио пролазак воза ближе граници, дајући економски разлог за стварање градова као што су Брандон, Риџајна, Мус Џо, Свифт Карент, Медисин Хат и Калгари, чиме је одбио амерички експанзионизам.
Прва активност трупе, када се врати, била је регулисање продаје вискија и одржавање споразума са индијанским племенима. Установљена су различита радна места и постављени службеници задужени за свако радно место а именовани су од стране судског службеника дајући им овлашћења да могу да суде за кривична дела почињена на њиховој територији. Ова структура управљања је донела већу стабилност и осећај за правду до тада непознату на јужнијим територијама. Поред тога, нагласак је стављен на очување права домородачких народа што је привукло је поштовање од стране целокупног живља на територијама. Током похода америчке војске против Сијукса 1876. године Бик који седи и његови људи склонили су се у јужни Саскачеван. Џејмс Мороу Волш, који је био задужен за област Вуд планина за „НВМП”, склопио је споразум са Биком који седи да им помогне.. Њих двоје су постали добри пријатељи.
Прва стална база, Депо дивизија, основана је на месту првог логора 1874. године, на месту данашњег града Риџајне. База је званично основана 1853..
Током 1880их, „НВМП” је добио мандат да помогне канадској војсци да угуши побуну Метиса у данашњем Саскачевану. Северозападна побуна се завршила поразом Метиса у бици код Батоша 12. маја 1885. Вођу Метиса, Луја Рила, чувала је НВМП и судио му је суд који га је осудио на вешање. Погубљен је 16. новембра 1885. године.

### Клондике
- НВМП одред на Белом пролазу, Јукон, током спора око граница Аљаске, 1899.
- Коњичка полиција у Јукону, 1900.
- Службеници северозападне коњичке полиције, током краљевске посете, 1901.

Инспектор северозападне коњичке полиције, Чарлс Константин, је послат 1894. године на Јукон да истражи изненадни прилив рудара и дилера пића. Он је у свом извештају тачно предвидео златну грозницу и хитно препоручио слање контингента коњичке полиције како би се обезбедио суверенитет територије и наплате царине. Следеће године је враћен назад са двадесет људи да би повратио новонасталу ситуацију у ред.
„НВМП” не само да је спроводио законе, већ је и прикупљао царине и обезбеђивао добробит територије. НВМП није успео да успостави потпуну контролу у Скагвеју на Аљасци, па је одлучио да постави свој контролни пункт на превој Чилкут који води у Јукон. Између осталог, копачи су морали да донесу гомилу робе свих врста за свој опстанак, што је спречило глад, прегледани су сви скифови који су ишли уз реку Јукон како би се осигурала њихова безбедност, а уведена је „Плава карта” коју су имали сви који су се пријавили а како би протерали непожељне који је нису имали. Међутим, одређен број илегалних активности, попут коцкања и проституције, толерисана је да би се одржао мир.
Северозападна коњичка полиција је током овог раздобља, златне грознице, стекла међународну репутацију праведне полиције која чува ред и поштује законе.

### Промена мандата
Пре 1903. године, активности и јурисдикција Северозападнe коњичкe полицијe су се углавном налазиле близу америчке границе у ономе што ће постати канадске прерије. Те године, НВМП је имао своје трупе распоређене и на канадској арктичкој обали.
- Године 1904. назив „краљевски” је додат имену организације па је тиме добила ново име и постала „Краљевска северозападна коњичка полиција” (РНВМП).
- Године 1905. добио је јурисдикцију над остатком Алберте и Саскачевана.
- Године 1912. године добила је овлашћења и у северном делу Манитобе.

Током свих ових промена остала је на полу-војном статусу.
После Првог светског рата сматра се реликтом 19. века и њен систем и организација је постала застарела. У индустријализованој Канади 20. века, Краљевска северозападна коњичка полиција је била осуђена на изумирање и замењена је градским или покрајинским полицијским снагама. Међутим, влада је одлучила да је уједини са полицијом Доминиона, полицијом првобитно створеном за заштиту парламентараца и која је 1911. постала еквивалент Краљевској северозападној коњичкој полиција за источну Канаду. Спајање ове две службе је створило Краљевску канадску коњичку полицију 1. фебруара 1920. године. Она је постала савезна полиција која је постала одговорна за националну безбедност која ће задржати већину организационих и визуелних карактеристика, укључујући парадну униформу.
| 1870—1900 | Комесар | Заменик комесара | Помоћник комесара | Главни надзорник | Суперинтендент | Инспекторе | Подинспектор |
| 1870—1900 |         |                  |                   |                  |                |            |              |

| Остали чинови | Остали чинови   | Остали чинови   | Остали чинови | Остали чинови | Остали чинови      |
| ------------- | --------------- | --------------- | ------------- | ------------- | ------------------ |
| 1870s         | Шеф полиције    | Полицајац       |               | Полицајац     | Помоћник полицајца |
| 1870s         |                 |                 |               |               |                    |
| 1880s—1890s   | Главни наредник | Наредник особља | Наредник      | Десетар       | Полицајац          |
| 1880s—1890s   |                 |                 |               |               |                    |
| 1900s         | Главни наредник | Наредник особља | Наредник      | Десетар       | Полицајац          |
| 1900s         |                 |                 |               |               |                    |